# Judith Cutler
Pour les articles homonymes, voir Cutler.
Cet article possède un paronyme, voir Judith Butler.
Judith Cutler, née en 1946 dans le Black Country dans les Midlands de l'Ouest en Angleterre , est une romancière britannique, auteure de roman policier et de roman policier historique.

## Biographie
Judith Cutler est l'auteure de nombreuses séries policières. En 1995, elle publie son premier roman, Dying Fall, premier volume d'une série mettant en scène Sophie Rivers, professeur d'université et chanteuse amateur à Birmingham.
Elle est mariée avec Keith Miles.

## Œuvre

### Romans

#### SérieSophie Rivers
- Dying Fall (1995)
- Dying To Write (1996)
- Dying on Principle (1996)
- Dying for Millions (1997)
- Dying for Power (1998)
- Dying To Score (1999)
- Dying by Degrees (2000)
- Dying by the Book (2001)
- Dying in Discord (2002)
- Dying To Deceive (2003)

#### SérieKate Power
- Power on Her Own (1998)
- Staying Power (1999)
- Power Games (2000)
- Will Power (2001)
- Hidden Power (2002)
- Power Shift (2003)

#### SérieJosie Welford et Nick Thomas
- The Food Detective (2005)
- The Chinese Takeout (2006)

#### SérieLina Townend
- Drawing the Line (2005)
- Silver Guilt (2010)
- Ring of Guilt (2011)
- Guilty Pleasures (2011)
- Guilt Trip (2012)
- Guilt Edged (2013)
- Guilty as Sin (2015)

#### SérieFran Harman
- Life Sentence (2006)
- Cold Pursuit (2007)
- Still Waters (2008)
- Burying the Past (2012)
- Double Fault (2013)
- Green and Pleasant Land (2014)

#### SérieJodie Welsh
- Death in Elysium (2014)

#### SérieTobias Campion
- The Keeper of Secrets (2007)
- Shadow of the Past (2008)
- Cheating the Hangman (2015)

#### SérieJane Cowan
- Head Start (2016)
- Head Count (2017)

#### SérieMatthew Rowsley
- The Wages of Sin (2020)
- Legacy of Death (2021)
- Death’s Long Shadow (2021)
- A House Divided (2022)

#### Autre roman
- Scar Tissue (2005)